# Ilex hippocrateoides
Ilex hippocrateoides är en järneksväxtart som beskrevs av Carl Sigismund Kunth. Ilex hippocrateoides ingår i släktet järnekar, och familjen järneksväxter. Inga underarter finns listade i Catalogue of Life.